# DONUT (Drop'sのアルバム)
DONUT（ドーナツ）はDrop'sのメジャー4枚目のオリジナルアルバム。2016年5月25日にSTANDING THERE, ROCKS/KING RECORDSから発売された。

## 解説
- 前作『 WINDOW 』以来、約1年ぶりとなったオリジナルアルバム。
- 映画の主題歌として制作した「月光」（映画『月光』主題歌[1]）と「どこかへ」（映画『無伴奏』主題歌[2]）を含む全12曲を収録。
- 映画『無伴奏』の主題歌のリクエストとして，監督から”映画のことは気にしないで、中野さんが想うたった一人の人に向けたラヴソングを書いてほしい。その方がよりいろんな人に届くんじゃないかな”と言われたことをきっかけに、アルバムのバランスよりも、中野ミホ自身のパーソナルな部分や素に近いものを中心として、メンバーと話をしながら作られた。[3]

## 収録曲

### 発売形態
| 形態 | 発売日        | 品番      | ジャケット | 備考 |
| ---- | ------------- | --------- | ---------- | ---- |
| CD   | 2016年5月25日 | KICS-3386 | ジャケット |      |

### 収録曲
| CD       |                          |                      |          |                      |
| トラック | タイトル                 | クレジット           | 再生時間 | 備考                 |
| 01       | G.O.O.D.F.E.E.L.I.N.G.   | 作詞・作曲：中野ミホ | 4:09     |                      |
| 02       | CLOUD CITY               | 作詞・作曲：中野ミホ | 4:07     |                      |
| 03       | 十二月                   | 作詞・作曲：中野ミホ | 4:23     |                      |
| 04       | ダージリン               | 作詞・作曲：中野ミホ | 5:19     |                      |
| 05       | 誰も知らない             | 作詞・作曲：中野ミホ | 4:14     |                      |
| 06       | ドーナツ                 | 作詞・作曲：中野ミホ | 5:43     |                      |
| 07       | LONELY BABY DOLL         | 作詞・作曲：中野ミホ | 2:01     |                      |
| 08       | 月光                     | 作詞・作曲：中野ミホ | 3:48     | 映画『月光』主題歌   |
| 09       | グッド・バイ             | 作詞・作曲：中野ミホ | 5:11     |                      |
| 10       | 部屋とメリー・ゴーランド | 作詞・作曲：中野ミホ | 5:41     |                      |
| 11       | どこかへ                 | 作詞・作曲：中野ミホ | 3:18     | 映画『無伴奏』主題歌 |
| 12       | からっぽジャーニー       | 作詞・作曲：中野ミホ | 4:18     |                      |